# Rechinul
Die NMS Rechinul (auch in der Schreibweise Requinul, deutsch: „der Hai“) war ein 1941 vom Stapel gelaufenes U-Boot der rumänischen Marine. Es war das zweite und letzte in Rumänien gebaute U-Boot und war im Zweiten Weltkrieg 1944 nur wenige Monate im Schwarzen Meer im Einsatz. 1944 beschlagnahmte die Sowjetunion das Boot und reihte es als TS-1 in ihre Schwarzmeerflotte ein. 1951 gab sie das Boot zurück, das dort 1959 ausgemustert wurde.

## Bau und technische Daten
Bereits im Marinebauprogramm des Jahres 1927 hatte die rumänische Regierung das erste U-Boot vorgesehen und in Italien bestellt, konnte jedoch erst 1936 die Delfinul in Dienst stellen. Im nächsten Bauprogramm von 1937 waren drei weitere U-Boote vorgesehen, von denen zwei bestellt wurden. Die Konstruktion wurde an das niederländische Ingenieurskantoor voor Scheepsbouw (IvS) vergeben, einer niederländischen Tarnorganisation der deutschen Reichsmarine und wurde dort als Projekt 298 bezeichnet. Unter dieser Bezeichnung lief dort auch die Entwicklung des Halb-Schwesterschiffes Marsuinul.
Das Schiff wurde in Rumänien auf der Werft „Santieri Galati“ in Galați unter der Baunummer 930 im Jahr 1938 auf Kiel gelegt und mit technischer Unterstützung der AG Weser gebaut, bei der das Boot in Einzelteilen vorgefertigt wurde. Der Stapellauf fand am 4. Mai oder am 25. Mai 1941 unter dem Namen Rechinul und der Kennzeichnung S2 statt. Es dauerte noch bis Sommer 1943, bis das Boot fertig gestellt und nach unterschiedlichen Angaben entweder im Mai oder August 1943 an die rumänische Marine übergeben wurde.
Wie bei ihrem Halbschwesterschiff, der Marsuinul, liegen zu den Abmessungen und der Technik abweichende Angaben vor. Ihre Länge betrug 58,00 Meter, sie war 5,60 Meter breit und wies einen Tiefgang von 3,60 Metern auf. Die Verdrängung betrug über Wasser 585 ts und 789 ts getaucht. Es handelte sich um ein U-Boot mit einem kombinierten Antrieb aus Diesel- und Elektromotoren. Die beiden Dieselmotoren des Herstellers MAN lieferten zusammen eine Leistung von 1.840 PS. Die zwei Brown-Boveri-Elektromotoren gaben zusammen eine Leistung von 860 PS ab. Das Boot besaß zwei Wellen, die zwei Schrauben antrieben. Es erreichte über Wasser eine Geschwindigkeit von 16,0 Knoten, unter Wasser von 7 Knoten und hatte eine Reichweite von 7.000 Seemeilen. Das Boot hatte eine Tauchtiefe von 110 Metern. Die Besatzung bestand aus 45 Offizieren und Mannschaften.
Für den aufgetauchten Einsatz bestand die Bewaffnung aus einer 20mm-Flak, mehrere Literaturstellen geben auch ein 88mm-Deckgeschütz an. Das Boot verfügte über sechs Torpedorohre (vier im Bug, zwei im Heck). Zudem war die Rechinul als Minenleger konzipiert und konnte 40 Minen aufnehmen.

## Einsatz als rumänischeRechinul
Mit der Ablieferung an die Marine und der offiziellen Indienststellung am 9. Mai 1943 war das Boot noch nicht bereit für einen Einsatz. Nach Tests, Ausbildung der Besatzung und dem Einfahren des Bootes wurde es erst im April 1944 als einsatzfähig eingestuft. Bis zum Seitenwechsel Rumäniens von den Achsenmächten zu den Alliierten im August des Jahres unternahm das Boot zwei Feindfahrten. Auf beiden Fahrten wurden die Aufklärungs- und Angriffsfähigkeiten, nicht jedoch die Minenlegefähigkeit des Bootes genutzt.
Die erste Feindfahrt begann am 20. April und dauerte bis zum 15. Mai 1944. Aufgabe war es, den Schiffsverkehr am Hafen von  Zonguldak an der türkischen Küste zu beobachten, über den türkische Kohle exportiert wurde. Im Fall eines Beitritts der Türkei auf die Seite der Alliierten sollte der Hafen angegriffen werden – wozu es jedoch nicht kam. Am 28. April wurde das Boot dann zur sowjetischen Basis Batumi beordert, die sie am nächsten Tag erreichte. Zwei zuvor gemeldete sowjetische Kreuzer wurden nicht gesichtet. Am folgenden Tag griff ein Flugzeug die Rechinul ohne Erfolg an. Am 3. Mai sichtete sie zwei große Kriegsschiffe, kam aber nicht zum Angriff. Ohne weitere Feindkontakte kehrte das Boot zurück und erreichte Konstanza am 15. Mai 1944.
Die zweite Feindfahrt dauerte vom 15. Juni bis 29. Juli 1944 und war eine Aufklärungsmission zum Hafen von Noworossijsk am Rande des Kaukasus. Nach Erreichen des Zielgebietes wurde das Boot in den folgenden Wochen wiederholt von sowjetischen Flugzeugen und Überwasserkräften gesucht und angegriffen, zuletzt am 24. Juli. Drei Tage später, am 27. Juli, erhielt das Boot den Rückkehrbefehl und erreichte Konstanza am 29. Juli 1944.

## Sowjetisches BootTS-1und wieder rumänischeRechinul
Als am 23. August 1944 in Rumänien der Staatsstreich stattfand und das Land anschließend auf Seiten der Alliierten weiterkämpfte, befand sich die Rechinul in Konstanza. Wenige Tage später, am 29. August, besetzten sowjetische Kräfte zunächst das Boot und beschlagnahmten es – wie alle rumänischen Marineeinheiten – am 5. September. Am 20. Oktober wurde das Boot in der sowjetischen Schwarzmeerflotte als TS-1 in Dienst gestellt. Im Laufe der nächsten Jahre änderte sich mehrfach die Kennung: Im August 1947 zu N-39 und noch einmal im Juni 1949 zu S-39. Doch lange währte der Verbleib in der sowjetischen Flotte nicht: Bereits am 3. Juli 1951 wurde das Boot aus dem Dienst genommen und im August 1951 an Rumänien zurückgegeben.
In der rumänischen Marine erhielt das Boot den früheren Namen Rechinul zurück. Angesichts der Geheimhaltung während des Kalten Krieges verliert sich die weitere Spur die Bootes. Bekannt ist lediglich, dass es 1959 ausgemustert worden sein soll.